# George Hogg
George Hogg, né le 26 janvier 1915 et mort le 22 juillet 1945, est un journaliste britannique. Il était diplômé de l'Université d'Oxford en économie. Il est connu pour avoir aidé à sauver une soixantaine d'enfants chinois orphelins de guerre en 1944, durant la guerre sino-japonaise (1937-1945) notamment en les dirigeant sur 700 miles (1 100 km) à travers des cols dangereux de montagne, échappant à la police japonaise dans la région de Shaanxi.

## Enfance
Hogg a grandi dans la petite ville de Harpenden en Angleterre. Il a fréquenté l'école St. George's. Par la suite, il est allé au Wadham College à Oxford, obtenant un baccalauréat en arts.
En 1937, il a navigué sur le Queen Mary pour New York, et voyagé en auto-stop à travers les États-Unis. Il a rejoint sa tante Muriel Lester (une pacifiste anglaise bien connue et amie de Gandhi). Ils ont ensuite continué leur voyage vers le Japon.

## La vie en Chine
Hogg était un journaliste indépendant travaillant pour l'agence Associated Press. En janvier 1938, durant la guerre entre la Chine et le Japon, il a quitté le Japon pour une visite à Shanghai, en Chine pendant deux jours. Il a aidé Kathleen Hall, une infirmière de Nouvelle-Zélande. Pendant ce temps, il a été témoin de la brutalité de l'armée impériale japonaise envers les Chinois. Il choisit alors de rester en Chine.
Il a rencontré des gens et assisté à de nombreux incidents en Chine qui ont changé sa perception de la vie. Dans la province du Shaanxi, Hogg se lia d'amitié au général communiste Nie Rongzhen et participa à la huitième armée de route dans des raids de guérilla contre les Japonais. Sur la ligne de front, il écrivit le livre «Je vois une nouvelle Chine».

## Shandan Bailie School
Hogg commence à aider le mouvement Gung Ho du communiste néo-zélandais Rewi Alley au Shaanxien installant un local infesté de poux (sans livres, ni lits, ni aliments) pour 60 garçons orphelins, puis il transforme un chalet à proximité en dortoir. Les fonds proviennent de coopératives industrielles chinoises (CIC), également organisées par Alley. Le siège régional des CIC à Baoji se trouve à 60 miles (97 km) et pour l'atteindre il faut franchir les monts Qinling, ce que Hogg fait même parfois à vélo. Les garçons l'appellent Ho Ke. Afin de les éduquer, il participe à de nombreuses activités avec eux, y compris le chant, la natation, les sports et la randonnée. Les enfants entretiennent un potager pour l'alimentation et Hogg aménage un terrain de basket pour le loisir. Il adopte quatre frères (Nie Guangchun, Nie Guranghan, Nie Guangtao et Nie Guangpei). À la fin de 1944, l'armée nationaliste cherche à recruter certains des orphelins et Hogg est alors incarcéré un temps pour entrave à l'action des militaires.

## Le voyage
Libéré, Hogg décide alors de déménager les garçons à Shandan dans la province de Gansu à 700 miles (1,100 km) de là. Trente-trois garçons partent d'abord en novembre 1944; les 27 autres les suivent en janvier 1945. Le voyage se fait à pied sur des routes enneigées de montagne. Après un mois et 450 miles (720 km), ils arrivent à Lanzhou. Hogg utilise dès lors six camions à moteur diesel pour terminer le voyage. Début mars 1945, Hogg et ses garçons parviennent à Shandan. Alley loue quelques vieux temples désaffectés qu'il transforme en salles de cours et ateliers. Il est alors nommé directeur de cette école. Dès le début, celle-ci reçoit le soutien  d'amis néo-zélandais de Hogg qui formeront plus tard la " New Zealand China Friendship Society".

## Mort
En juillet 1945, Hogg se blesse au pied en jouant au basket avec les garçons. Sa blessure s'infecte et le tétanos se déclare. Certains des enfants partent à la recherche de médicaments, tandis que ceux qui restent chantent jusqu'à sa mort qui intervient trois jours plus tard les comptines qu'il leur avait enseignées. Il meurt le 22 juillet et est inhumé en dehors de la ville. On grave sur sa pierre tombale les vers de son poème préféré de Julian Grenfell : 

« And life is colour and warmth and light;
And a striving evermore for these;
And he is dead who will not fight;
And who dies fighting has increase. »

— Julian Grenfell
 La fin de la guerre sino-japonaise et la capitulation du Japon qu'il n'aura pas vues interviennent un mois après sa mort.

## Écrits
- I See a New China de George Hogg, 1986  (ISBN 0708915035) (1re éd. 1944), Leicester (Royaume-Uni).

## Filmographie
- Les Orphelins de Huang Shui, 2008, film de Roger Spottiswoode, avec Jonathan Rhys Meyers, Michelle Yeoh, Radha Mitchell et Chow Yun-fat, qui retrace cette aventure.